# Lưu ly miền núi
Lưu ly miền núi (danh pháp hai phần: Myosotis alpestris) có các tên khác là: Hoa lưu ly, Lưu ly thảo, Xin đừng quên tôi, là loài cây thuộc họ Mồ hôi (Boraginaceae).

## Đặc điểm chung
Cây cỏ, mọc hằng năm, cao 15–30 cm, thân phân nhánh ở phần trên, có lông mềm, lá có phiến thon hẹp, hình muỗng, dài 5–8 cm, rộng đến 1,5 cm, gân bên mảnh.
Cụm hoa là 1-2 xim bọ cạp ngắn hay dài ở ngọn thân, đài có lông, tràng màu hồng hoặc màu lam, rời, thơm, có ống dài bằng các thùy. Nhị đính ở họng tràng. Quả bế tư (có 4 mảnh).

## Sinh thái
Chỉ thích hợp với khí hậu vùng núi khô lạnh. Ra hoa từ tháng 4 đến tháng 6.

## Phân bố
Chủ yếu ở châu Âu, được nhập về một số nước châu Á. Việt Nam chủ yếu trồng ở Đà Lạt.

## Công dụng
Trồng làm cảnh là chủ yếu. Có thể trồng làm viền hoa công viên.

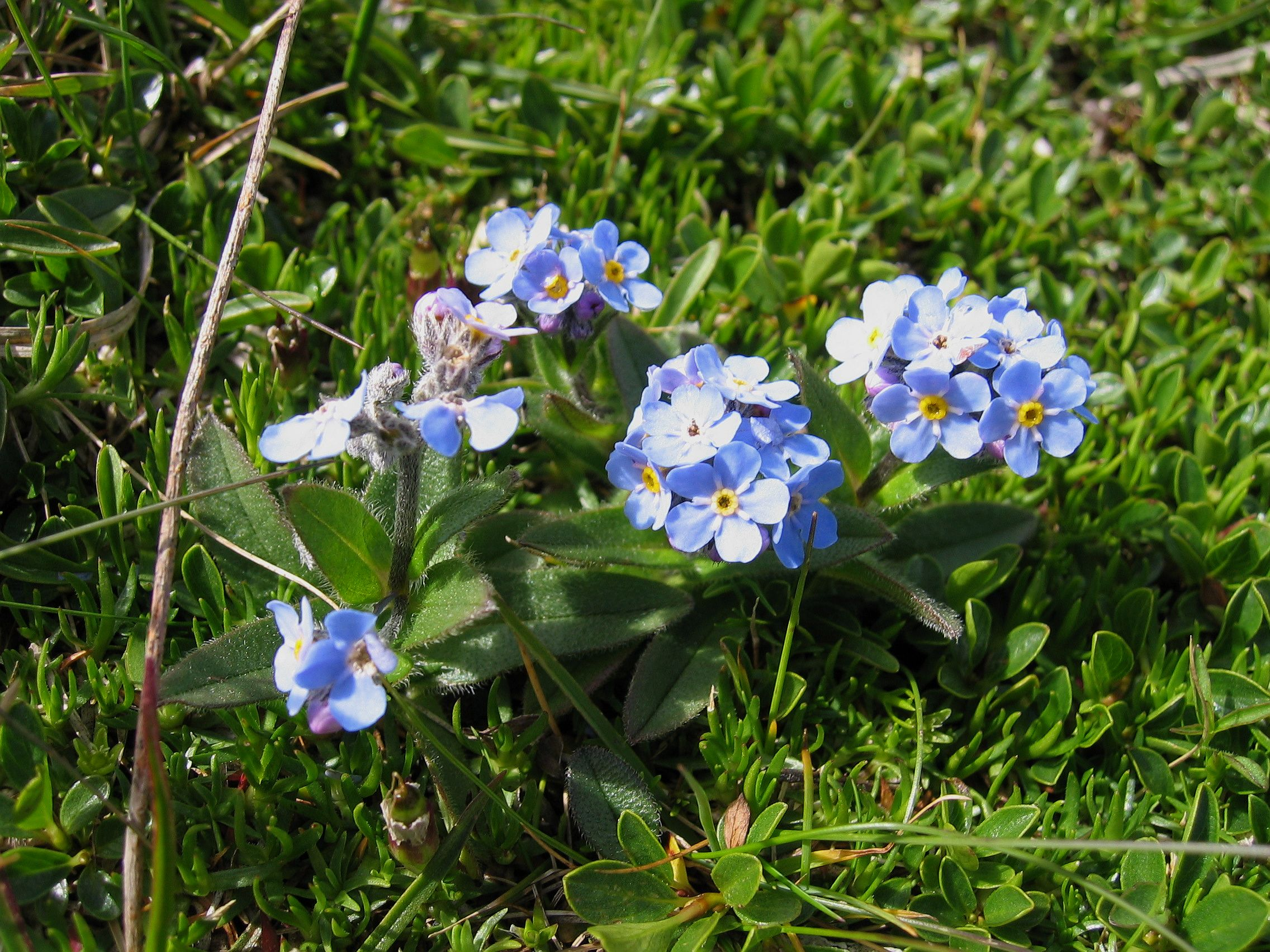
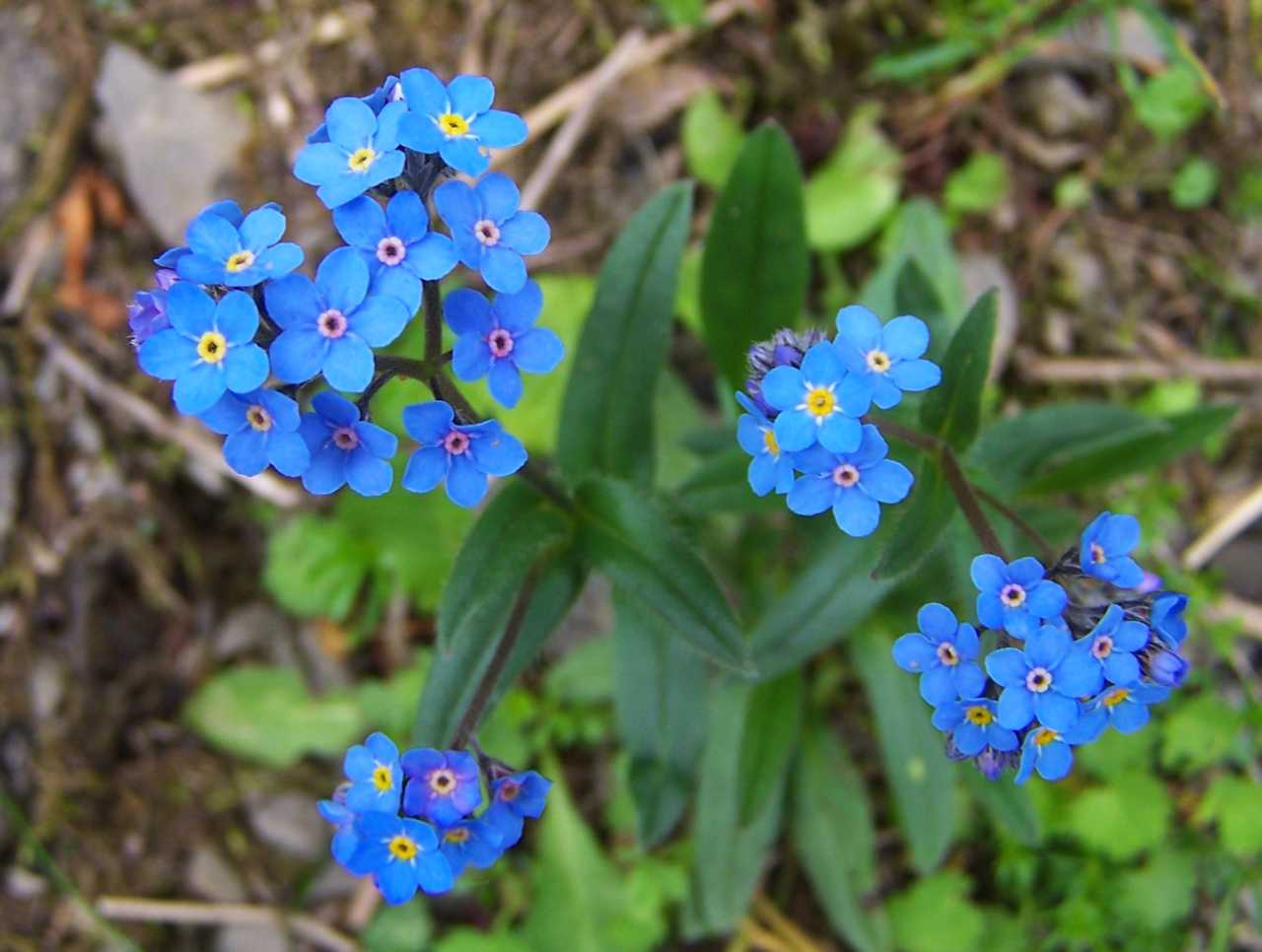
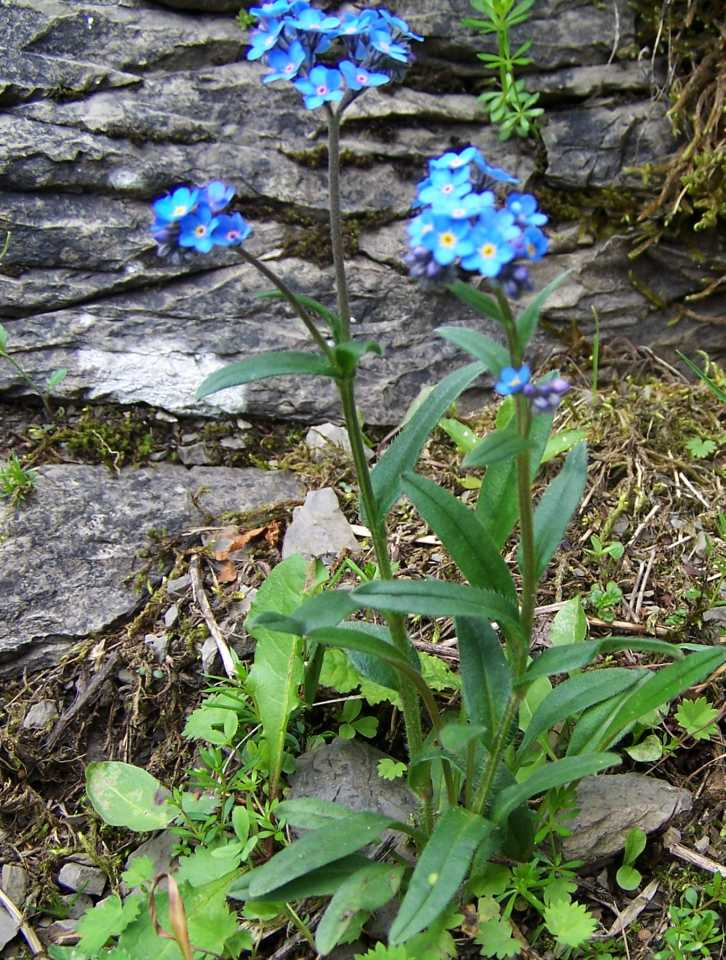